# Lola Montès (film)
Pour les articles homonymes, voir Lola Montès.
Pour plus de détails, voir Fiche technique et Distribution.
Lola Montès est un film franco-allemand réalisé par Max Ophuls dont il est le dernier long-métrage, sorti en 1955.

## Synopsis
À la Nouvelle-Orléans, sous un chapiteau géant, le public est venu nombreux pour découvrir la nouvelle sensation du moment : la sulfureuse Lola Montès, jadis danseuse et femme galante ayant eu pour amants Franz Liszt et Louis Ier de Bavière. Celle qui a été adulée à travers le monde est désormais donnée en pâture aux spectateurs; condamnée à revivre et caricaturer chaque soir, les moments forts de sa tumultueuse existence, mis en scène par la troupe du cirque.

## Fiche technique
- Titre : Lola Montès
- Réalisation : Max Ophuls
  - Assisté de Marcel Ophüls, Claude Pinoteau, Tony Aboyantz et Alain Jessua
- Scénario : Max Ophuls, d'après le roman La Vie extraordinaire de Lola Montès de Cécil Saint Laurent
  - Adaptation : Annette Wademant et Max Ophuls
  - Dialogues : Jacques Natanson
- Musique : Georges Auric
  - Direction musicale : Jacques Métehen (éditions Sidem)
- Décors : Jean d'Eaubonne
- Maquettes des costumes de Martine Carol : Marcel Escoffier
- Costumes des autres personnages : Georges Annenkov
- Photographie : Christian Matras
- Son : Antoine Petitjean, Jean Nény et Hans Endrulat
- Montage : Madeleine Gug
- Scripte : Lucie Lichtig
- Direction de la production : Ralph Baum
- Production déléguée : Albert Caraco
- Sociétés de coproduction : Gamma Films, Florida Films, Union Films
- Studios : Franstudio, Paris ~ Bavaria, Munich
- Pays d'origine :  France
- Langues originales : français, anglais et allemand
- Format : couleur (Eastmancolor) - 35 mm - 2,55:1 - son Dolby (version restaurée) | 4-Track Stereo (Western Electric Sound System)
- Genre : drame
- Durée : 116 minutes
- Dates de sortie : 
  - France : 23 décembre 1955 (version d'origine) ; 20 janvier 1956 (version alternative) ; 22 février 1957 (nouveau montage) ; 3 décembre 2008 (version d'origine remasterisée) ; 1er janvier 2020 (version restaurée)
  - Allemagne : 12 janvier 1956
  - Belgique : 17 février 1956
- Affiches : Macario Gómez Quibus (Espagne), André Bertrand (France)

## Distribution
- Martine Carol : Lola Montès
- Peter Ustinov : le Monsieur Loyal du cirque
- Anton Walbrook : le roi Louis Ier de Bavière
- Ivan Desny : le lieutenant James
- Henri Guisol : Maurice, le cocher de Lola
- Lise Delamare (sociétaire de la Comédie-Française) : Mrs Craigie, la mère de Lola
- Paulette Dubost : Joséphine, la camériste de Lola et compagne de Maurice
- Oskar Werner : l'étudiant bavarois
- Will Quadflieg : Franz Liszt
- Jean Galland : le secrétaire particulier
- Béatrice Arnac : une écuyère du cirque
- Héléna Manson (créditée sous le nom de Helena Manson) : la sœur du lieutenant James
- Germaine Delbat : une hôtesse
- Carl Esmond (crédité sous le nom de Willy Eichberger) : le docteur
- Jacques Fayet
- Friedrich Domin : le directeur du cirque
- Werner Finck : Wisböck, le peintre
- Jacqueline Cantrelle (non créditée) : l'amie du chef d'orchestre
- Ady Berber (non crédité) : Bulgakov, l'homme fort

## Thème du film
Le film est inspiré de la vie, selon Cécil Saint-Laurent, de la célèbre danseuse et courtisane du XIXe siècle Lola Montez, qui fut l'intime de Franz Liszt et de Louis Ier de Bavière. Elle est jouée par l'actrice Martine Carol, dont ce fut l'un des rôles les plus marquants.

## Accueil
Lola Montès bénéficie d'un accueil enthousiaste de la part de nombreux cinéphiles et cinéastes, parmi lesquels Jean Cocteau, Jean-Luc Godard, Jacques Rivette, Jacques Tati ou Roberto Rossellini. Pour sa part, François Truffaut n'hésite pas à rapprocher l'originalité de sa structure narrative en multiples retours en arrière de celle du Citizen Kane d'Orson Welles.
En revanche, le film subit un échec commercial retentissant. Les producteurs imposent alors au réalisateur, qui meurt peu après, deux versions mutilées, doublées, raccourcies et remontées contre son gré.
Certains critiques, lors de la projection du film restauré en 2008, estiment qu'« on peut discerner dans Lola Montès une parabole du viol de la culture et de l'histoire européennes par le show-business américain. Ce n'est qu'un contre-chant. Lola Montès est avant tout le récit d'une agonie. C'est le dernier film de Max Ophuls, mort deux ans plus tard »; le film est construit sur « l'indécence des spectacles fondés sur le scandale […] où l'amour et l'argent s'échangent indifféremment, où la célébrité est une marchandise. » Produit avec des moyens techniques exceptionnels et complexes pour l'époque, son scénario décrit en une parabole tragique, la fin de la vie de l'héroïne; désormais déchue et exilée à La Nouvelle-Orléans, celle-ci est littéralement réduite à l'état de monstre de foire, devant mimer sa propre existence pour survivre.

## Restauration

### Rachat des droits
En 1966, la société Les Films du Jeudi du producteur Pierre Braunberger rachète les droits d'exploitation du film. Quatre décennies plus tard, l'impulsion donnée par sa fille, Laurence Braunberger et par la Fondation Technicolor pour le patrimoine du cinéma permet de le ressusciter. Sous l'égide de la Cinémathèque française, une restauration est supervisée par Tom Burto également auteur de la restauration du Voyage dans la Lune en couleur, réalisé par Georges Méliès, au laboratoire Technicolor de Los Angeles. La richesse des palettes de couleurs, l'ampleur du son, la langue originale des dialogues ainsi que le montage d'origine et le format du film sont fidèles aux choix de Max Ophüls. Cette version est autorisée par le propre fils du réalisateur, Marcel Ophüls.

### Nouvelle sortie
Présenté lors du 62e festival de Cannes, Lola Montès peut être désormais considéré comme fidèle aux souhaits de Max Ophuls. Après les États-Unis, sa sortie publique en salle se tient en France, le 5 décembre 2008 ; ce qui est considéré comme la véritable résurrection d'un chef-d'œuvre de l'histoire du cinéma est saluée par la presse généraliste dont notamment Le Monde, Télérama, Le Nouvel Observateur et reconnue par le métier du cinéma.

### Sortie vidéo
Le film ressort avec un nouveau master en Haute Définition, le 19 février 2020, édité par Carlotta Films. En bonus, l'édition contient une bande-annonce originale et les essais coiffures de Martine Carol.